# Kotkowo (Łukta)
Kotkowo (deutsch Katzendorf) ist ein Ort in der polnischen Woiwodschaft Ermland-Masuren. Er gehört zur Gmina Łukta (Landgemeinde Locken) im Powiat Ostródzki (Kreis Osterode in Ostpreußen).

## Geographische Lage
Kotkowo liegt am Nordufer des Jezioro Gil (deutsch Wilder Gehl-See) im Westen der Woiwodschaft Ermland-Masuren, zehn Kilometer südöstlich der früheren Kreisstadt Mohrungen (polnisch Morąg) bzw. 15 Kilometer nördlich der heutigen Kreismetropole Ostróda (deutsch Osterode in Ostpreußen).

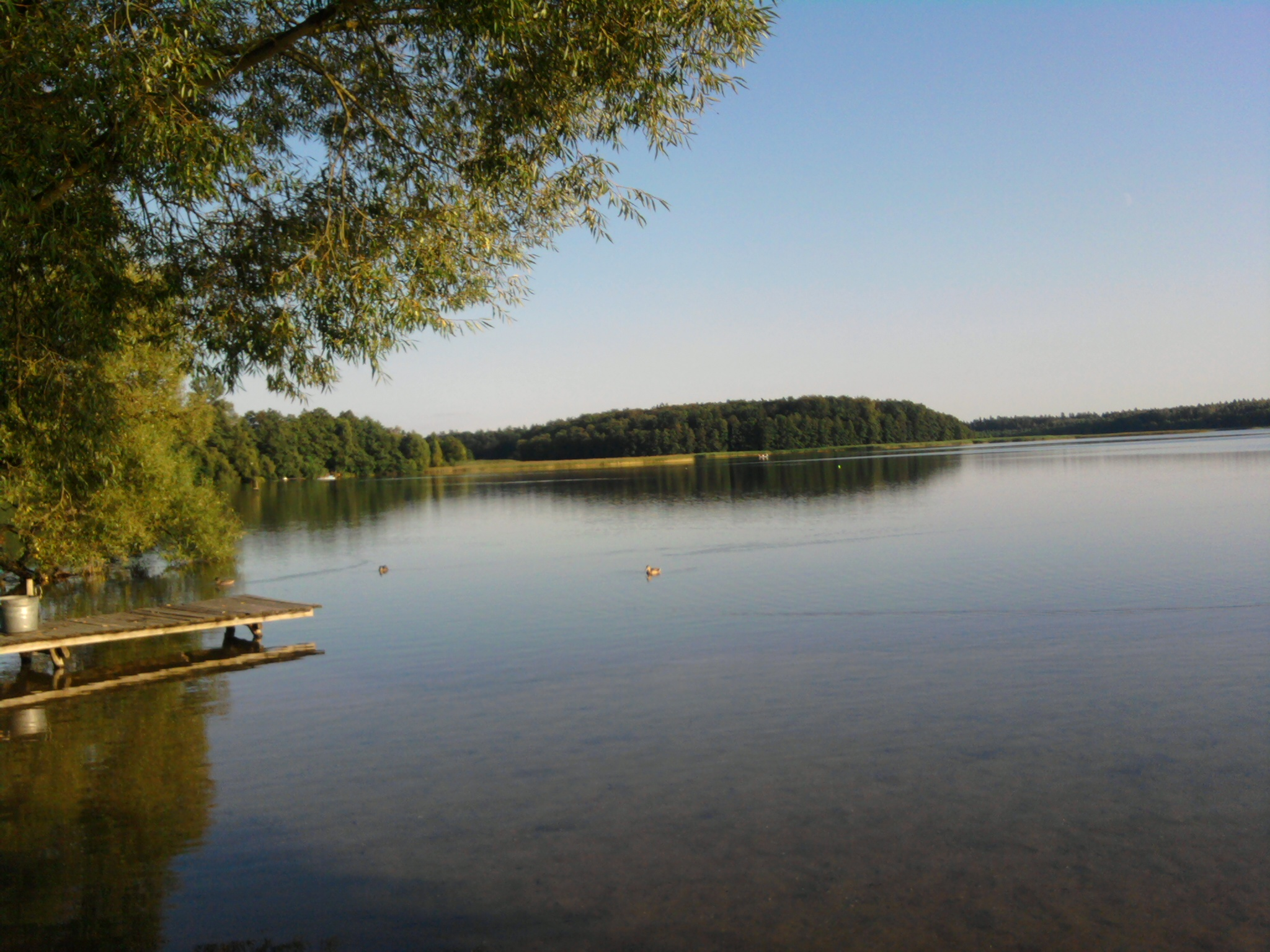
Der Jezioro Gil (Wilder Gehl-See)

## Geschichte
Der kleine Ort Katzendorf wurde 1874 in den neu errichteten Amtsbezirk Eckersdorf (polnisch Florczaki) im ostpreußischen Kreis Mohrungen eingegliedert. Im Jahre 1910 zählte Katzendorf 165 Einwohner. Am 31. Oktober 1928 schlossen sich die Landgemeinde Katzendorf und die Gutsbezirke Gehlfeld (polnisch Białka) und Schwenkendorf (polnisch Zawroty) sowie der Ortsteil Wilder Gehl-See des Gutsbezirks Reußen, Forst (polnisch Ruś) zur neuen Landgemeinde Schwenkendorf zusammen.
1945 kam Katzendorf in Kriegsfolge mit dem gesamten südlichen Ostpreußen zu Polen. Das Dorf erhielt die polnische Namensform „Kotkowo“ und ist heute mit dem Sitz eines Schulzenamts (polnisch Sołectwo), in das auch der Nachbarort Białka eingeschlossen ist, eine Ortschaft im Verbund der Landgemeinde Łukta (Locken) im Powiat Ostródzki (Kreis Osterode in Ostpreußen), bis 1998 der Woiwodschaft Olsztyn, seither der Woiwodschaft Ermland-Masuren zugehörig.

## Kirche
Bis 1945 war Katzendorf in die evangelische Kirche Eckersdorf (polnisch Florczaki) in der Kirchenprovinz Ostpreußen der Kirche der Altpreußischen Union, außerdem in die römisch-katholische Kirche Mohrungen (polnisch Morąg) eingepfarrt.
Heute gehört Kotkowo katholischerseits zur Pfarrei Florczaki im Erzbistum Ermland, evangelischerseits zur Kirchengemeinde Morąg, einer Filialgemeinde von Ostróda in der Diözese Masuren der Evangelisch-Augsburgischen Kirche in Polen.

## Verkehr
Kotkowo liegt westlich der Woiwodschaftsstraße 527 (frühere deutsche Reichsstraße 133) und ist von Florczaki (Eckersdorf) aus in Richtung Ruś (Reußen) auf direktem Wege zu erreichen. Nach Kotkowo führen außerdem Landwege von den Nachbarorten Białka (Gehlfeld) und Zawroty (Schwenkendorf). Eine Anbindung an den Bahnverkehr besteht nicht.